# Imperial Glory
Imperial Glory är ett PC-spel. Man kan välja mellan 5 av den tidens stormakter: Storbritannien, Frankrike, Österrike-Ungern, Preussen och Ryssland.